# Potrimpo

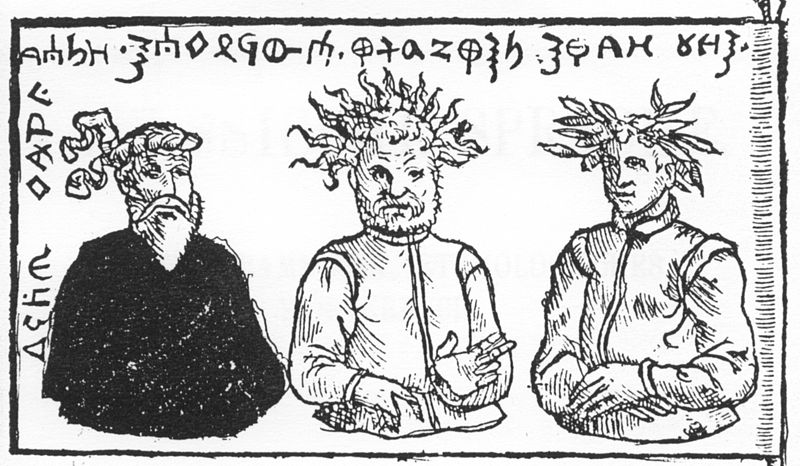
Vlajka Witowuda nakreslená Simonem Grunau, Potrimpo vpravo

Potrimpo je baltský bůh, známý především z pruského prostředí a spojovaný s obilím a vodami.
V litevštině je doloženo jméno Trimpas či Trimpa v nadávce eik sau po Trimpu „jdi k čertu“ zaznamenané etnografem Simonem Daukantasem v 19. století. V lotyštině jako Trinpus v kletbách typu „Ať se Trinpus odvrátí od tvých polí, zvířat, luk, zahrad a pastvin.“
Marta Eva Bětáková a Václav Blažek spojují jeho jméno s litevským trenti „dupat“ a patrenpti „po nějaký čas dupat“.

## Prusko
V pruském prostředí je tento bůh poprvé zmiňován v Colatio Episcopi Warmiensis, memorandu z roku 1419 poslaném varmijským biskupem papežovi Martinu V. V něm se uvádí, že lidé v Prusku uctívají „démony“, jmenovitě Patolla a Natrimpa.
Poté byl zmíněn v německy psané Pruské kronice Simona Grunau sepsané přibližně v roce 1520. Podle něj pruští kněží kolem roku 500 sídlili na místě zvaném Rickojto,  kde stály sochy bohů Patolla, Potrimppa a Perkuna. V téže společnosti byl vyobrazen na korouhvi pruského krále Witowuda:
| „ | Jeden byl muž mladé postavy bez vousů, korunován věncem z klasů, vesele se tvářící, bůh obilí, zvaný Potrimppo. | “ |

V Constitutiones Synodales z roku 1530 je zmiňován Autrympus ztotožněný s Neptunem a Potrympus ztotožněný společně s Bardaitasem s římskými Castorem a Polluxem.
Matěj Stryjkowský pak ve své Kronice Polska, Litvy, Žmudě a celé Rusi z roku 1582 jej pod jménem Patrimpos zmiňuje opět společně s Perkunem a Patollem:
| „ | Na levé straně stála druhá modla z mědi v podobě svinutého hada a tu zvali Patrimpos – to jest bůh otců (latinsky Dii Penates). Toho pak ctili tak, že každý Žmudín, Litevec a Prus choval v domě hada nebo zmiji a krmil ji mlékem. | “ |

Dále jsou v pruském kontextu zmiňováni:
- Antripus, Autrympus, Autrimpus – bůh moří, vod a vlnobití* Potrympus, Potrimpus – bůh řek

Je doloženo také pruské toponymum Trympauwe označující dnešní Lasowskoje v ruské Kaliningradské oblasti.
Jaan Puhvel srovnává v duchu trojfunkční hypotézy trojici Patollo, Perkunas a Potrimppo se severskou trojící Ódin, Thór a Frey ctěnou v Uppsale a považuje tak Potrimppa za boha plodnosti, bohatství a zemědělství.